# Phytosciara quantula
Phytosciara quantula är en tvåvingeart som beskrevs av Heikki Hippa 1991. Phytosciara quantula ingår i släktet Phytosciara och familjen sorgmyggor.
Artens utbredningsområde är Myanmar. Inga underarter finns listade i Catalogue of Life.